# Music History
Music History è una rubrica musicale che va in onda su Virgin Radio il lunedì, martedì, mercoledì alle 4.30; 8.30; 12.30; 17.30; 23.30.

## Temi
Music History è uno spazio musicale in cui Paola Maugeri, giornalista e conduttrice radio/tv (in questa trasmissione con il nickname di Wikipaola), parla dei più grandi brani rock, della loro genesi, del contesto sociale e culturale dell'epoca in cui le loro canzoni sono state composte, delle band e dei personaggi che hanno contribuito alla storia della musica rock.